# Фивег, Михаил Павлович
Михаил Павлович Фивег (8 [20] сентября 1899, Дивенский, Санкт-Петербургская губерния — 11 января 1986, Ленинград) — советский горный инженер и геолог-солевик, доктор геолого-минералогических наук, специалист по агрономическим рудам и нерудным полезным ископаемым, депутат Хибиногорского горсовета (1931—1932).

## Биография
Родился 8 (20) сентября 1899 на станции Дивенская, Рождественская волость (Царскосельский уезд), Санкт-Петербургской губернии.
Учился в Горном институте (Петроград), участвовал в экспедициях. В 1927 году окончил Московскую горную академию.
С 1928 года — заместитель заведующего горно-геологическим отделением Института удобрений (НИИ по удобрениям и инсектофунгицидам).
Начальник Хибинской разведочной партии на апатитовых месторождениях (1928—1935). Работал на Хибинской исследовательской горной станции АН СССР «Тиетта» и в Тресте Апатит.
C 1940 года — главный инженер геологоразведочных работ Всесоюзного института галургии (Верхнекамское месторождение калийных солей). Одновременно — главный геолог Государственного научно-исследовательского института горно-химического сырья (1944—1947).
В 1961 году защитил докторскую диссертацию по теме «Геологическая обстановка седиментации соленосных серий и их калийных горизонтов».
Скончался 11 января 1986 года в Ленинграде. 
Похоронен на Богословском кладбище Санкт-Петербурга.

## Награды и премии
- 1944 — Орден «Знак Почёта»
- 1945 — Медаль «За доблестный труд в Великой Отечественной войне 1941—1945 гг.»
- 1953 — Орден Ленина

## Память
В честь него назван новый минерал — фивегит.